# Pura Besakih
Pura Besakih sau Templul Mamă este un templu hindus de pe insula Bali, Indonezia. Acesta este cel mai mare și mai important dintre toate templele balineze.

## Istorie și arhitectură
Originile templului sunt necunoscute, dar se crede că datează din timpuri aproape preistorice. Bazele câtorva dintre clădirile templului sunt din piatră și seamănă cu piramidele în trepte și construcțiile megalitice tipic sud-est asiatice ce au o vechime de cel puțin 2000 de ani. În anul 1284, pe locul vechiului sanctuar primitiv a fost construit un templu hindus de către primii cuceritori javanezi din Imperiul Majapahit veniți în Bali. Până în secolul al XV-lea, templul a fost folosit ca locaș de cult principal al dinastiei Gelgel.
Pura Besakih este alcătuit dintr-un complex de 23 de alte temple construite pe șase nivele cu terase pe Muntele Agung, cel mai important vulcan din Bali. Clădirile sunt în cea mai mare parte construite din lemn și stuf. Există două porți din cărămidă cu trepte ce duc sus la sanctuar. La ultimul nivel se află Pura Penataran Agung, cel mai important templu din complex, ce are un turn din cărămidă.
O erupție vulcanică din anul 1963 a ucis aproximativ 1.700 de persoane. Cu toate acestea, lava a ocolit cu doar câțiva metri templul, acesta rămânând în afara oricărui pericol. Localnicii privesc acest incident ca pe un miracol și un semn trimis de la zei pentru a-i face pe oameni să-și amintească de puterea lor.
Anual, la Pura Besakih au loc cel puțin 70 de festivaluri, deoarece fiecare dintre cele 23 de temple din complex are cel puțin 2-3 festivaluri. Acest ciclu se bazează pe calendarul balinez Pawukon ce are 210 zile. În anul 2013, templul a fost vizitat de aproximativ  84.368 de persoane din afara insulei și de 24.853 de localnici.

## Fotogalerie

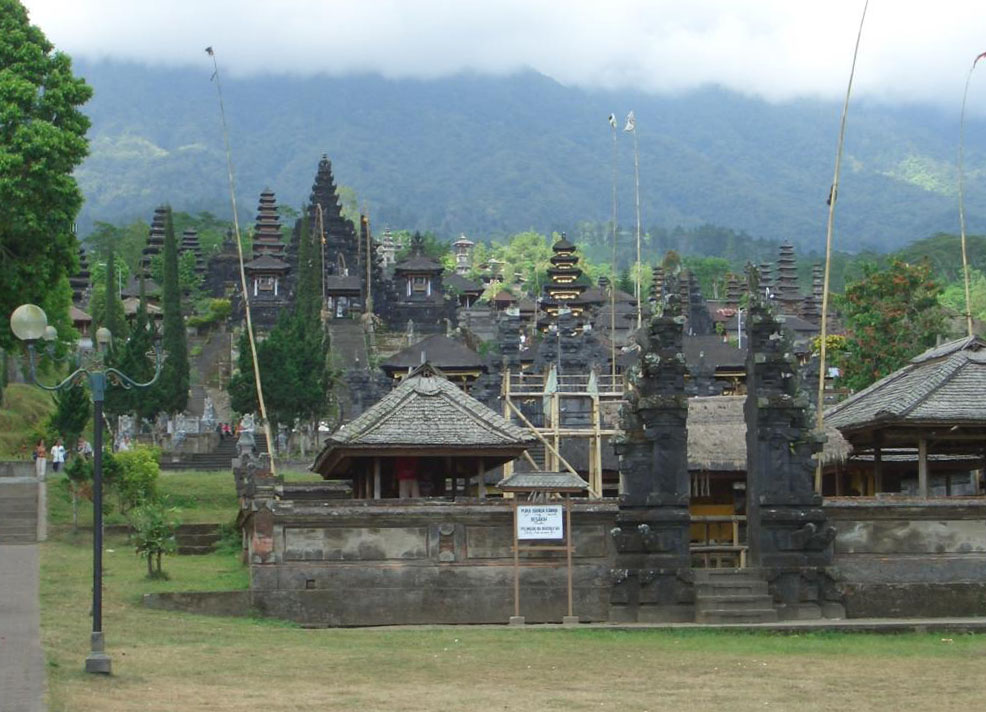
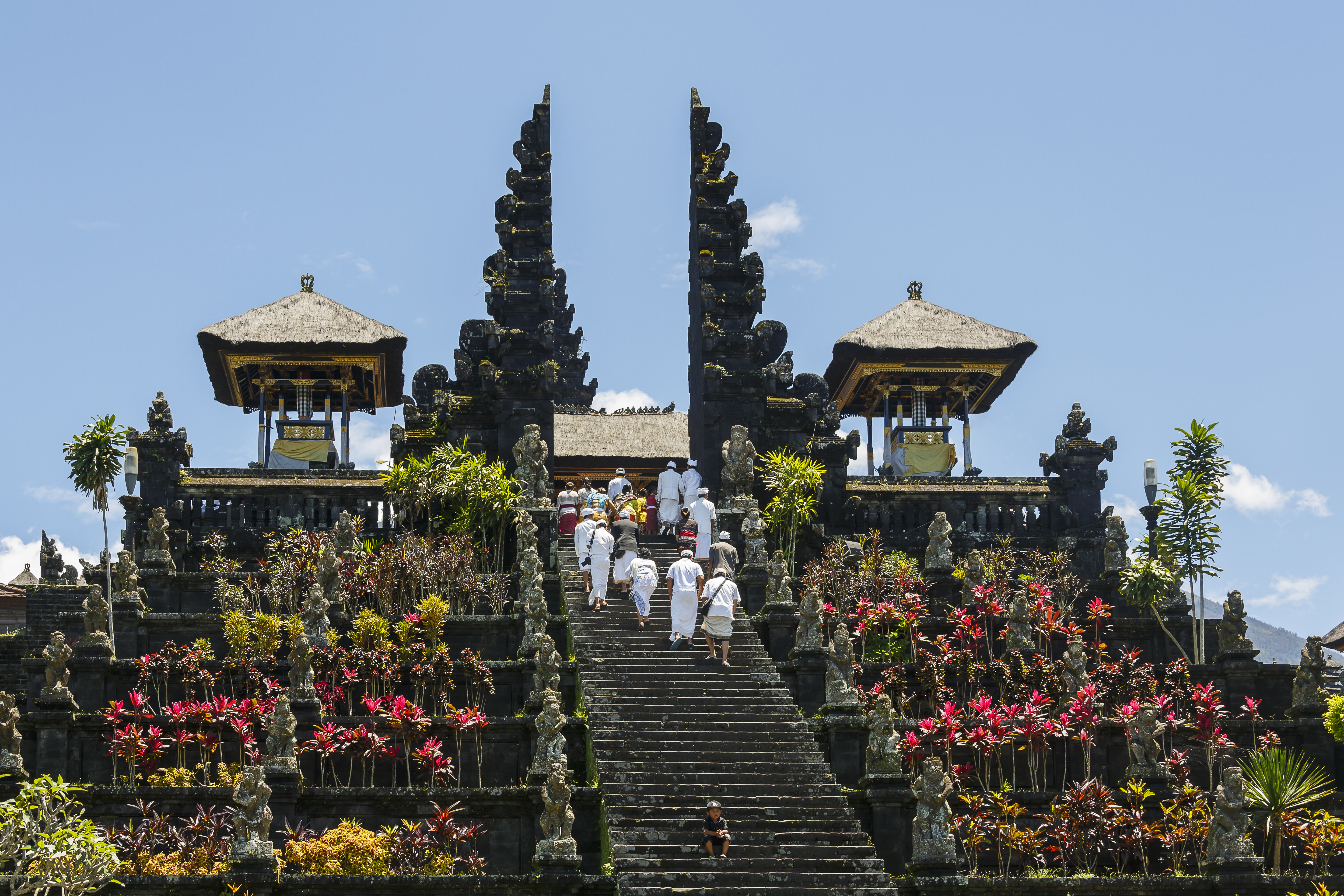
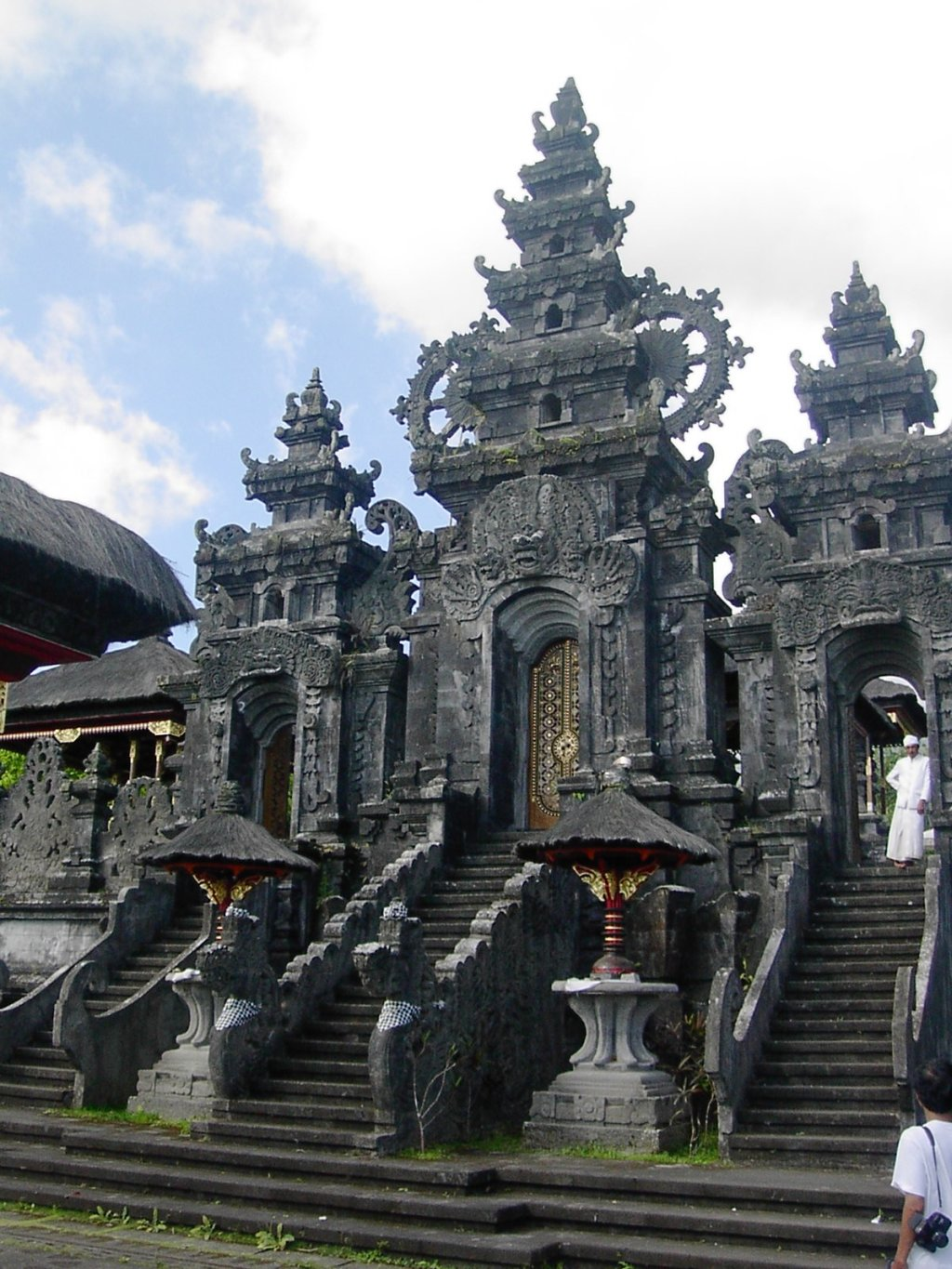
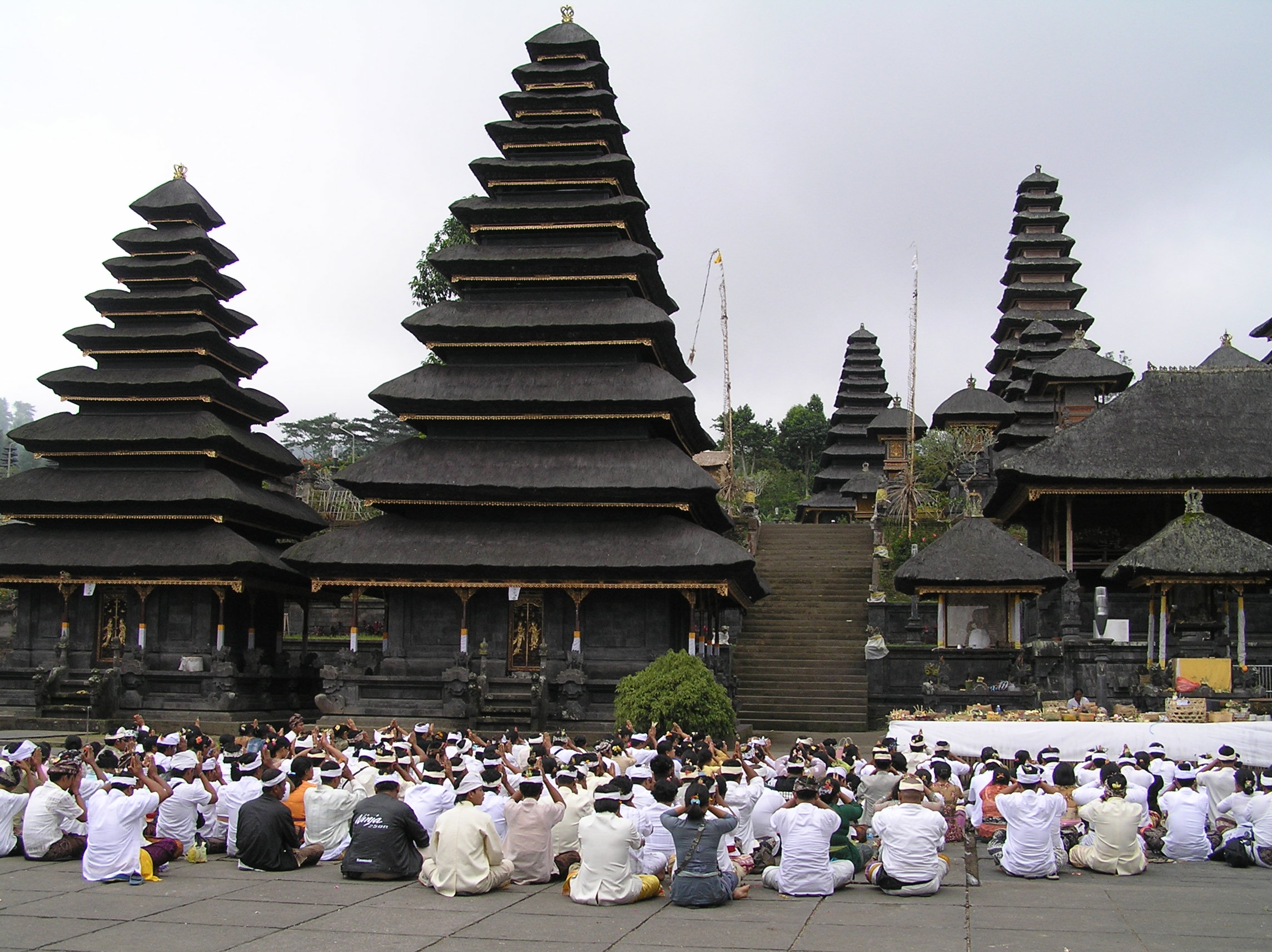
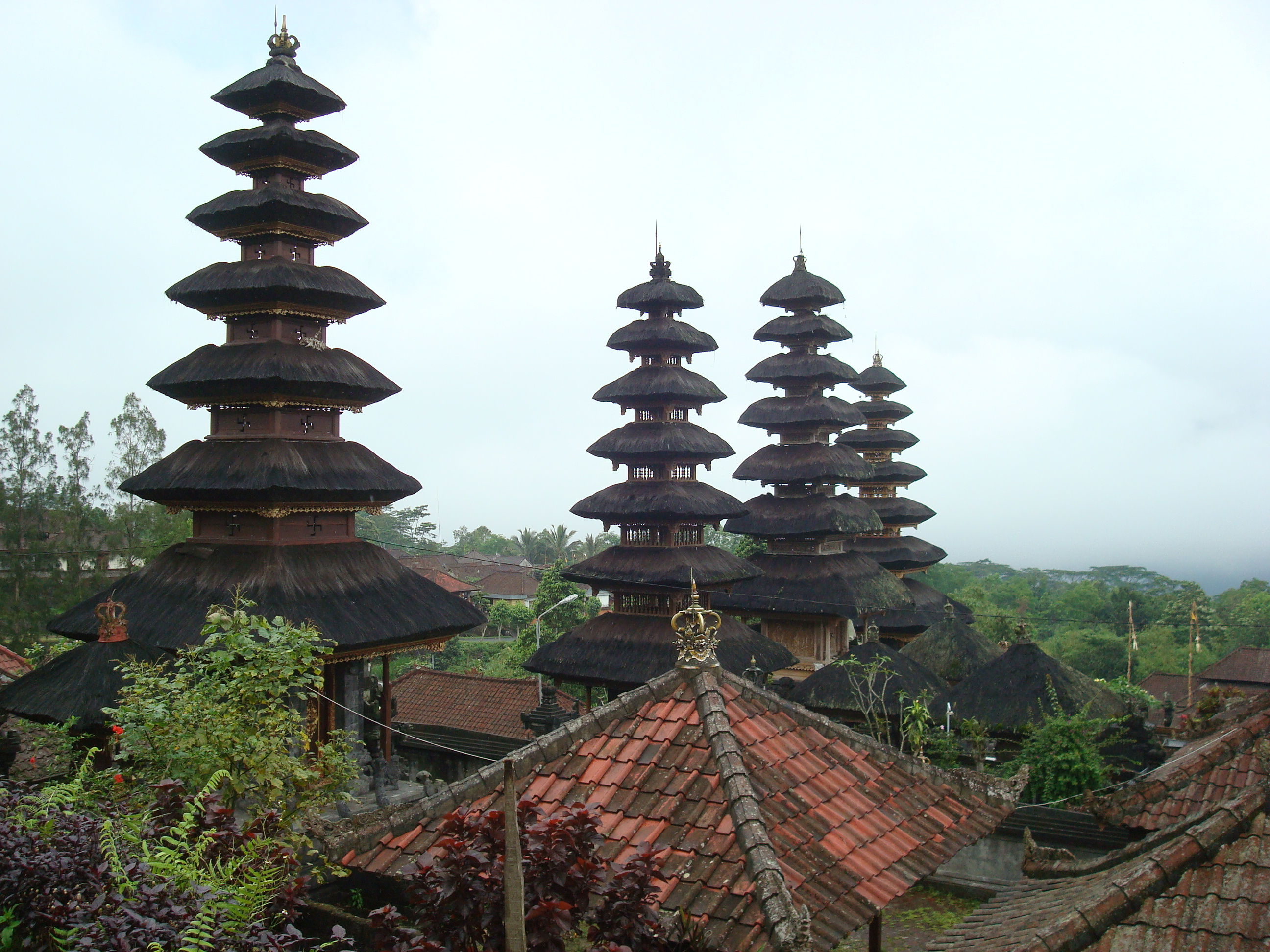
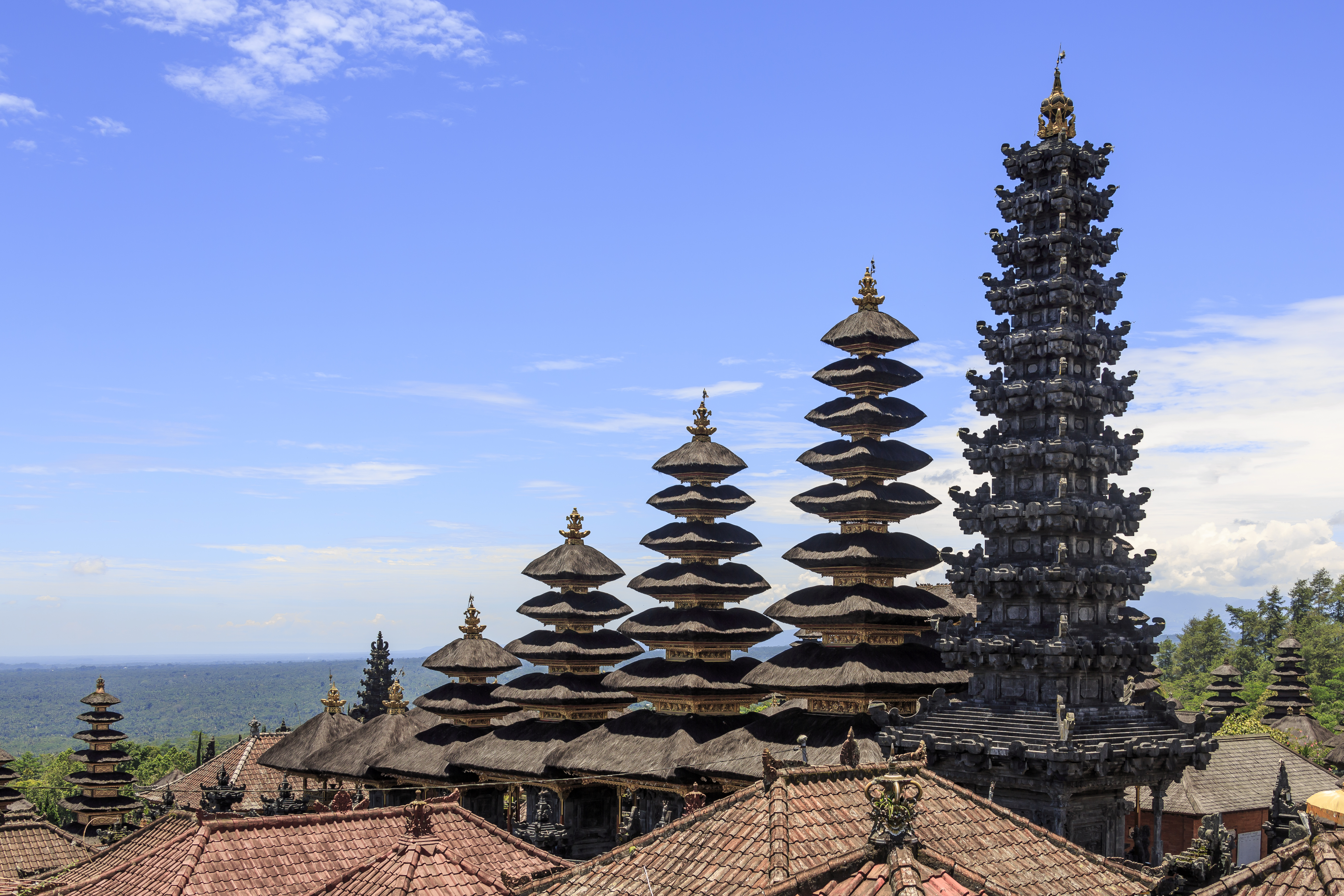
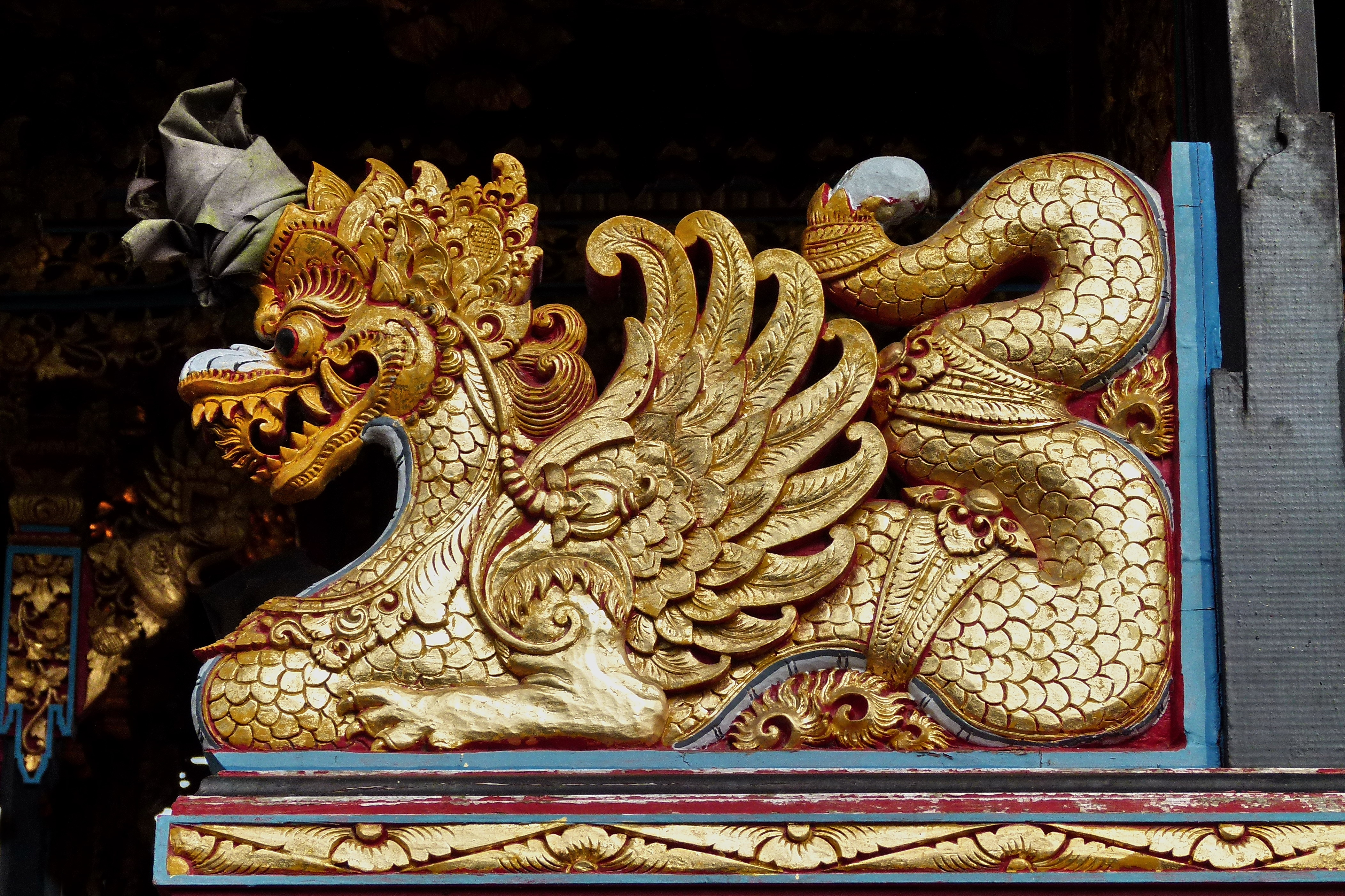